# عين خالد
عين خالد هي أحد أحياء بلدية الريان في قطر. وهي توجد في ضواحي العاصمة الدوحة. المنطقة معروفة تاريخيًا ببئرها الذي يخدم سكان الدوحة والقرى المجاورة.

## أصل التسمية
الكلمة الأولى في اسم الحي «عين» هي كلمة عربية مخصصة لمصادر المياه الجوفية الطبيعية. كانت المنطقة تعرف سابقًا باسم «عين السنيم»، وكان اسم بئر «السنيم». ومع ذلك، تم تغيير اسم الحي فيما بعد إلى «عين خالد» تكريما لأحد السكان المحليين المحترمين الذين أطلقوا عليه هذا الاسم.

## معالم
- يقع ملعب فريج عين خالد، الذي تديره اللجنة الأولمبية القطرية، في شارع خالد بن أحمد.[4]
- تقع حديقة عين خالد العائلية في شارع بو اثنايتين.
- يقع مجمع بوابة عين خالد في شارع خالد بن أحمد.
- دوار عين خالد، تُقدر مساحته بحوالي 1,200 متراً مربعاً، حيث محور الدوار هو بئر على الطراز التقليدي مع مضخة تعمل بالخلايا الشمسية، ما يقرب من نصف مساحة الدوار مغطّى بالعشب بينما غُطي النصف الآخر بالحصى الزخرفية.[6]

## تطوير
في عام 2009، أطلقت مجموعة بروة مشروعًا لتطوير 11 شارعاً تجارياً بطول كيلومتر في عين خالد.

## المواصلات
حاليًا، محطة مترو عين خالد قيد الإنشاء وبمجرد اكتمالها، ستكون جزءًا من الخط الذهبي لمترو الدوحة.

## التعليم

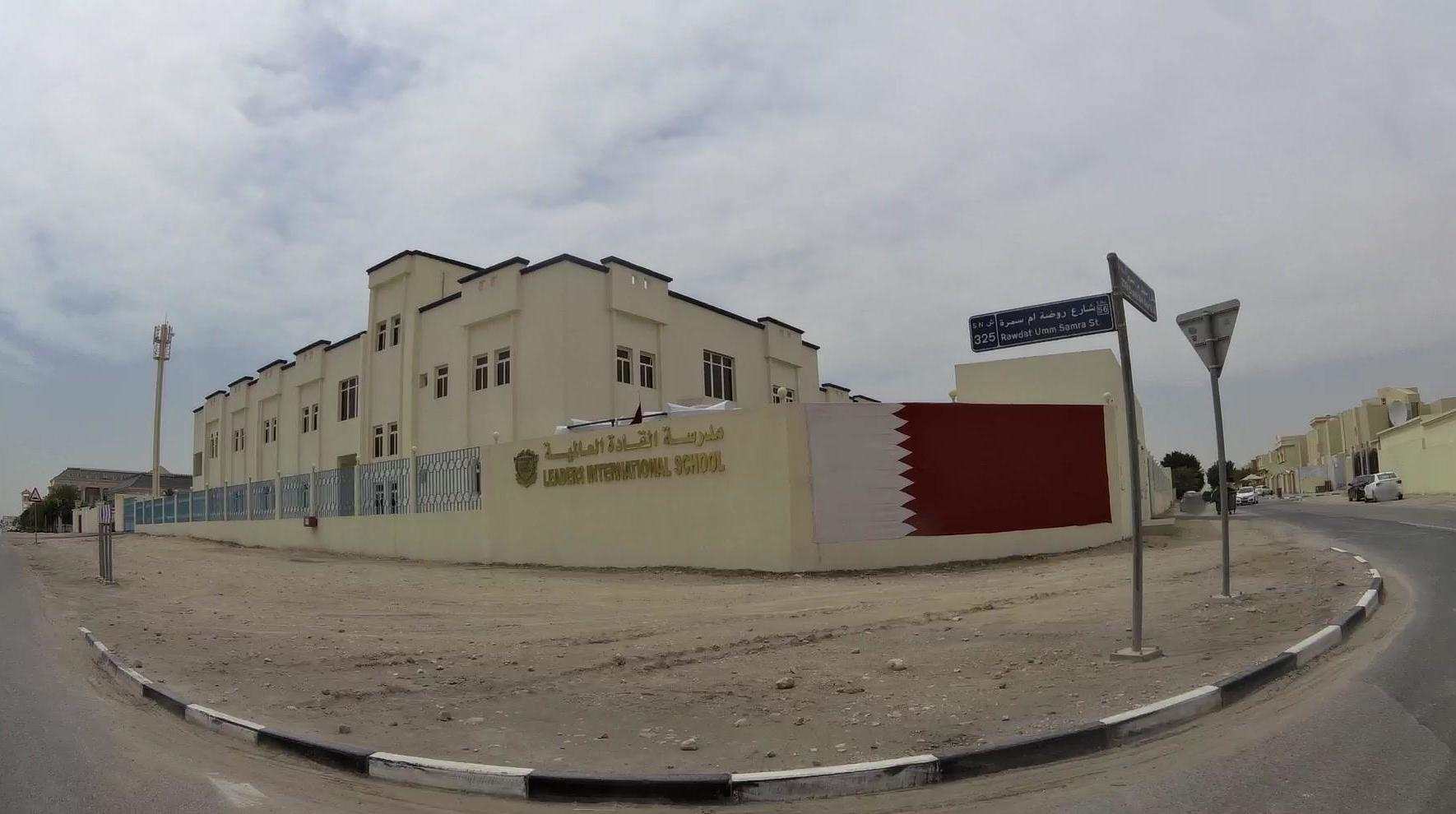
مدرسة القادة الدولية في عين خالد.

تقع المدارس التالية في عين خالد:
| اسم المدرسة                     | منهاج دراسي | درجة                | الجنس      | الموقع الرسمي | المرجع |
| ------------------------------- | ----------- | ------------------- | ---------- | ------------- | ------ |
| أكاديمية المها للبنين           | دولي        | روضة أطفال - ثانوية | الذكور فقط |               | [ 9 ]  |
| أكاديمية المها للبنات           | دولي        | روضة أطفال - ثانوية | الإناث فقط |               | [ 10 ] |
| مدرسة احمد بن محمد الثانوية     | مستقل       | ثانوي               | الذكور فقط |               | [ 11 ] |
| مدرسة الدوحة البريطانية         | دولي        | روضة أطفال - ثانوية | كلاهما     | الموقع الرسمي | [ 12 ] |
| مدرسة القادة الدولية            | دولي        | روضة أطفال - ثانوية | كلاهما     |               | [ 13 ] |
| المدرسة الفلبينية الدولية - قطر | دولي        | روضة أطفال - ثانوية | كلاهما     | الموقع الرسمي | [ 14 ] |
| المدرسة الأردنية الخاصة         | دولي        | روضة أطفال - ثانوية | كلاهما     |               | [ 15 ] |